# Campanile (építészet)

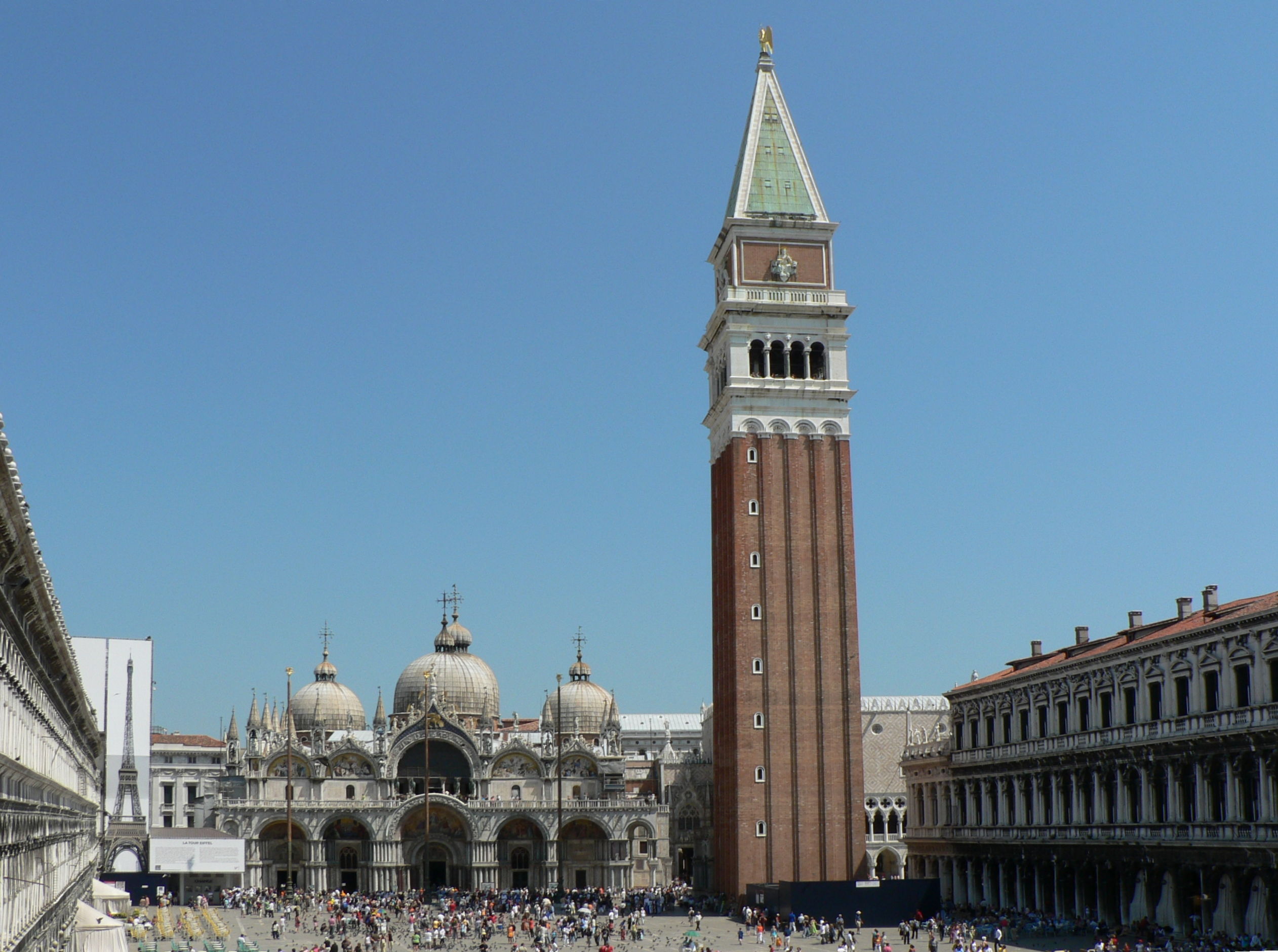
A velencei Campanile

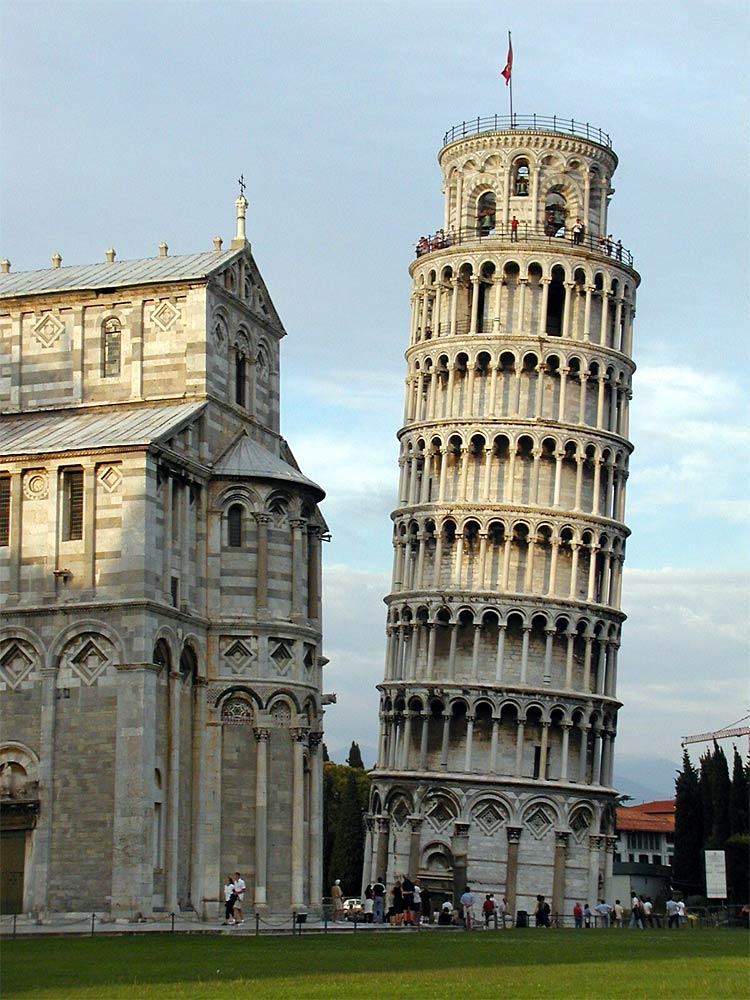
A pisai ferde torony

Campanile olaszul a neve az ókeresztény építészetben a templomtól különálló harangtoronynak.

## Leírás
Ilyen tornyok a 6. századtól épültek, lehettek kör- vagy sokszögalapúak. Az elnevezést általánosságban is használják, Itáliában ugyanis a középkor végéig ragaszkodtak az önálló torony építéséhez. Ez a megoldás bizonyos védelmet nyújt a főépület számára a torony földrengés vagy más ok miatti összeomlása esetén. A leghíresebb, a velencei Szent Márk téren magasodó, 95 méteres Campanile. A román stílusú harangtorony 1902-es földrengés miatti összeomlásakor a Szent Márk-székesegyház teljesen ép maradt, csak a városi könyvtár (Libreria) épületének sarka sérült meg komolyabban. Szintén román stílusú a pisai dóm campaniléje, a híres pisai ferde torony.
Világhírű a Giotto tervei alapján a firenzei dóm mellé, gótikus stílusban épült harangtorony is. 
A kora középkorban még Észak-Európában sem épült egybe a harangtorony a templommal. A kereszténységet ekkor vették fel az írek, vikingek, normannok. Ír keresztény templomok nem maradtak fenn, de Norvégiában és Svédországban vannak különálló harangtornyok.